# Манойлов, Иван Антонович
Иван Антонович Манойлов (4 декабря 1910 года — 17 декабря 1942 года) — старший лейтенант ВВС РККА, участник Великой Отечественной войны, Герой Советского Союза (1943).

## Биография
Родился 4 декабря 1910 года в селе Риздвянка (ныне — Новониколаевский район Запорожской области Украины). После окончания семи классов школы работал слесарем на заводе в Макеевке. В 1930—1932 годах проходил службу в РККА. Демобилизовавшись, окончил Московский авиационный техникум и авиашколу ГВФ, после чего проживал в Запорожье, работал в аэроклубе.
В июне 1941 года повторно был призван в армию и направлен на фронт.
За время своего участия в войне совершил 190 боевых вылетов, сбив 9 вражеских самолётов противника лично и ещё несколько — в составе группы.
17 декабря 1942 года погиб в воздушном бою. Похоронен в братской могиле на хуторе Манойлин Клетского района Волгоградской области.
Указом Президиума Верховного Совета СССР «О присвоении звания Героя Советского Союза начальствующему и рядовому составу Красной Армии» от 31 марта 1943 года за «образцовое выполнение боевых заданий командования на фронте борьбы с немецкими захватчиками и проявленные при этом отвагу и геройство» старший лейтенант Иван Манойлов посмертно был удостоен высокого звания Героя Советского Союза. Также был награждён орденами Ленина и Красного Знамени.
Бюст Манойлова установлен в его родном селе.